# 劉承幹
劉承幹（1882年—1963年），原名承榦，字貞一，號翰怡、求恕居士，晚年自稱嘉業老人，浙江湖州府烏程縣南潯人，中國藏書家、刻書家。

## 履歷
劉承幹祖籍上虞縣，其先祖於雍正年間遷居湖州府南潯。祖父劉鏞以經商致富。父劉錦藻，劉承幹為長子，出繼伯父劉安瀾。
劉承幹幼年就讀於潯溪書院。光緒三十一年（1905年）中秀才。宣統二年（1910年），劉承幹以捐資賑災三萬餘兩，得分部郎中、四品卿銜、四品京堂，候補內務府卿。1911年起定居上海。劉承幹長於古籍版本知識，1914年，沈曾植聘劉承幹為《浙江通志》分纂。自1919年在南京各書肆購書以來，劉承幹即致力於藏書，在上海有求恕齋，在家鄉南潯則有嘉業堂。他的嘉業堂藏書樓在鼎盛時期匯集了書籍約60萬卷、16萬冊、12450部，其中不乏繆荃孫、孫廷翰所贈予的善本。劉承幹樂於將自己的藏書提供給外人借閱、謄抄，還為閱覽者提供食宿。此外，他還進行刻書活動，聘用當時的著名刻工陶子麟、饒星舫，延請著名學者繆荃孫、葉昌熾、董康主持校勘，加上自己的校勘編纂，劉承幹出版《嘉業堂叢書》《求恕齋叢書》等叢書，所刻之書達177種，3000餘卷。日軍攻佔上海後，局勢動蕩，滿鐵大連圖書館等機構覬覦劉承幹的藏書，而劉承幹亦曾有打算出售。1940年至1941年，鄭振鐸及文獻保存同志會收購嘉業堂藏書中明刊本經史子集四部共1200餘種書籍。同志會在與劉承幹的磋商中發現他“素性懦弱寡斷，易為人言所惑”。劉承幹政治觀念保守，與清遺老們往來甚密。中華人民共和國建立後，劉承幹將未散失的嘉業堂藏書歸公，使其成為浙江省圖書館的書庫。1954年至1957年，劉承幹以王欣夫為中介人，分三次將部分藏書售予復旦大學。1963年，劉承幹病逝。